# Sicardinus fulvivestis
Sicardinus fulvivestis is een keversoort uit de familie lieveheersbeestjes (Coccinellidae). De wetenschappelijke naam van de soort werd in 1909 als Discoceras fulvivestis, samen met de naam voor het geslacht door Sicard gepubliceerd. De geslachtsnaam was echter als in gebruik als Discoceras Barrande, 1867, voor een geslacht van inktvissen. In 2006 werd door A.S. Ukrainsky het nomen novum Sicardinus (naar de lieveheersbeestjesspecialist en auteur van de soortnaam, A. Sicard) voorgesteld.